# Моцарт в Италии

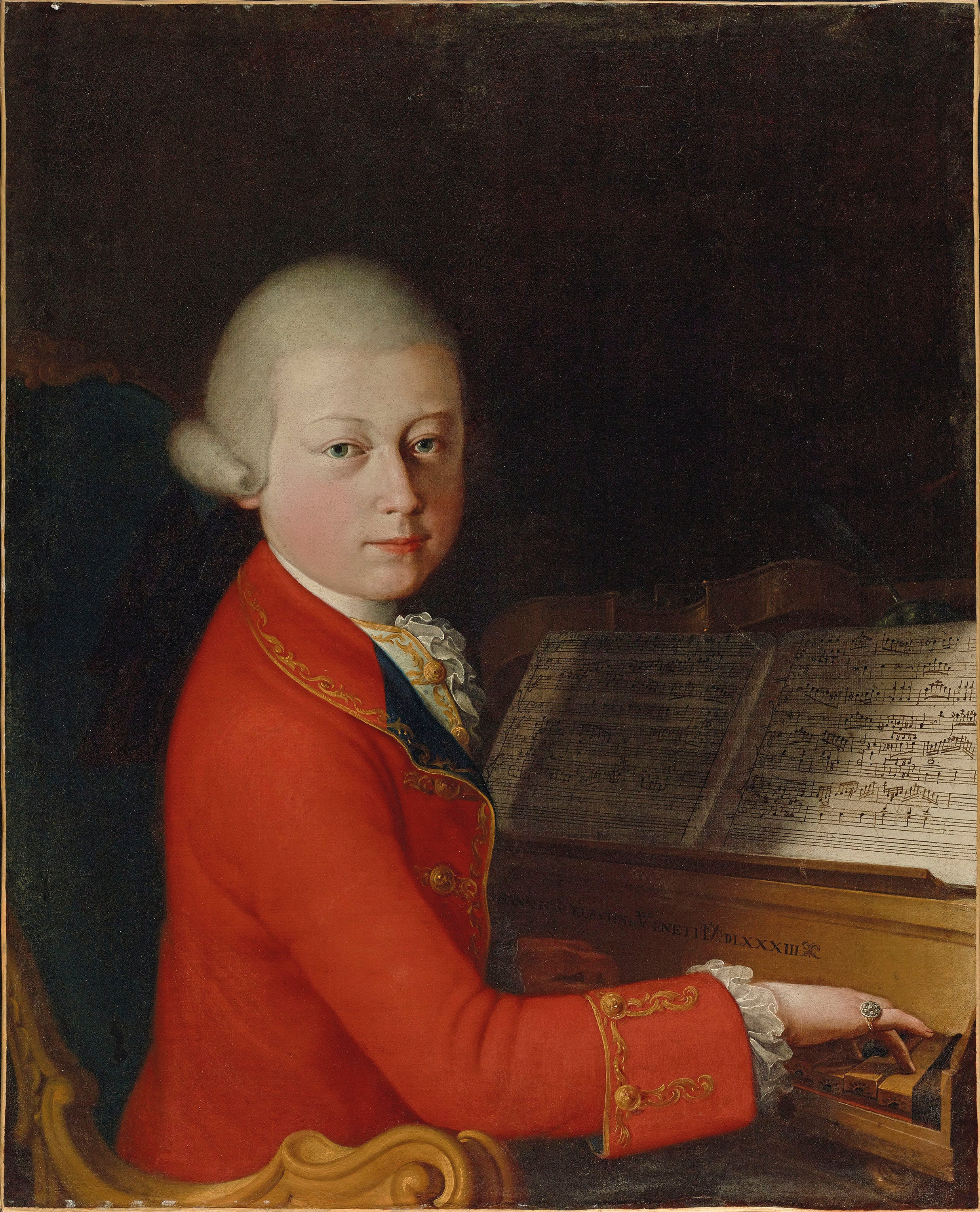
Портрет 14-летнего Моцарта в Вероне, 1770

В период с 1769 по 1773 годы молодой Вольфганг Амадей Моцарт и его отец Леопольд Моцарт совершили три путешествия в Италию. Первый визит в страну продлился 15 месяцев и оплачивался за счёт выступлений для знати и публичными концертами, и проходил в самых важных итальянских городах. Вторая и третья поездки были в Милан, где Вольфганг заканчивал свои оперы, которые у него заказали в его первый визит. С точки зрения музыкального развития Вольфганга, путешествия прошли с большим успехом. Его таланты были отмечены почётными званиями, в том числе папским рыцарством и членством в ведущих филармонических обществах.
Леопольд Моцарт с 1747 года работал музыкантом при дворе Зальцбургского архиепископства, став в 1763 году заместителем Капельмейстера, а также посвятил много времени музыкальному образованию Вольфганга и старшей сестры Амадея — Марии Анны, которую близкие по-семейному называли Наннерль. Он взял их с собой в тур по Европе между 1764 и 1766 годами, и провёл 1767 и 1768 годы в столице Габсбургской монархии — Вене. Детские спектакли покорили зрителей, и пара произвела значительное впечатление на Европейское общество. К 1769 году Мария Анна достигла совершеннолетия, а Леопольд решил продолжать музыкальное образование 13-летнего сына Вольфганга в Италии.
Во время первых гастролей спектакли Вольфганга были хорошо восприняты, а его композиторские качества привлекли Моцарту заказы на написание трёх опер для миланского оперного театра Teatro Regio Ducal. Он познакомился со многими ведущими музыкантами Италии, в том числе с известным теоретиком и композитором Джованни Баттиста Мартини, под руководством которого он учился в итальянском городе Болонья. Леопольд также надеялся, что Вольфганг, а возможно, и он сам, получит престижное положение в Габсбургиском дворе. Эта цель стала более важной, поскольку продвижение Леопольда в Зальцбурге стало менее вероятным, но его настойчивые усилия по обеспечению занятости вызвали недовольство императорского двора, что исключало какие-либо шансы на успех. Таким образом, путешествие закончилось не триумфальным возвращением, а разочарованием.

## Предпосылки

Портрет отца Моцарта — Леопольда, который стремится улучшить музыкальное образование сына в Италии

В ноябре 1766 года семья Моцарта вернулась в Зальцбург после трёх с половиной летнего семейного турне по главным городам северной Европы, в начале которого Вольфгангу было семь лет, а Марии Анне — двенадцать. В ходе этого тура были выполнены цели Леопольда продемонстрировать таланты детей в мире и продвинуть свое музыкальное образование. Пребывание в Вене, начавшееся в 1767 году, оказалось менее счастливым, поскольку произошла вспышка оспы, приведшая к смерти эрцгерцогини Марии Йозефы Австрийской, что помешало детям выступать при императорском дворе и вынудило семью искать убежище в Богемии. Они вернулись в Вену в январе 1768 года, но к тому времени дети уже не были достаточно молоды, чтобы вызвать сенсацию на их публичных концертах. Леопольд поссорился с придворным импресарио Джузеппе Аффлигио и навредил его отношениям с придворным композитором Кристофом Виллибальдом Глюком из-за чрезмерного желания обеспечить исполнение первой оперы Вольфганга «Притворная простушка». Как следствие, при дворе он приобрел репутацию за назойливость.
После возвращения в Зальцбург в январе 1769 года Леопольд посчитал, что образование 18-летней Марии Анны должно было быть практически закончено, и он сосредоточил свои усилия на Вольфганге. Он решил взять мальчика с собой в Италию, которая в свои дообъединительные дни была собранием государств, с Неаполитанским Королевством на юге. На протяжении более двух столетий Италия была источником инноваций в музыкальном стиле, домом церковной музыки и, прежде всего, колыбелью оперы. По мнению Леопольда, Вольфгангу нужно было из первых рук впитывать музыку Венеции, Неаполя и Рима, чтобы подготовиться к будущим заказам из оперных театров Европы. Леопольд хотел, чтобы Вольфганг полностью погрузился в итальянский язык, познакомился с церковной музыкой высочайшего качества и расширил свои связи, знакомясь с влиятельными людьми. Была также возможность, как для Вольфганга, так и для Леопольда, закрепления позиций в Северо-итальянских Габсбургских дворах. Имея в виду эти приоритеты, Леопольд решил, что Мария Анна и её мать должны остаться дома, однако у членов семьи это вызвало возмущение, но решение имело экономический и практический смысл.
За несколько месяцев до их отъезда Вольфганг плодотворно работал, получив благосклонность архиепископа Зигмунда Кристофа фон Шраттенбаха, который, как работодатель Леопольда, должен был дать разрешение на поездку. Разрешение на поездку вместе с подарком в 600 флоринов, были предоставлены в октябре. Вольфгангу было присвоено почётное звание Концертмейстера (придворного музыканта), с намёком на то, что по возвращении на эту должность он заслужит зарплату.

## Первое путешествие

Карта, показывающая основные центры, посещённые во время первого итальянского путешествия с декабря 1769 года по март 1771 год. Чёрная линия показывает основной маршрут из Зальцбурга в Неаполь. Зелёная линия показывает объезды, сделанные во время обратного пути

### Дорога в Милан
13 декабря 1769 Леопольд и Вольфганг покинули Зальцбург, захватив отзывы и письма, надеясь, что они сгладят их дорогу. Среди наиболее важных писем было введение графа Карла Джозефа Фирмиана, описываемого как «Король Милана», влиятельного и культурного покровителя искусств. Его поддержка будет иметь жизненно важное значение для успеха всего итальянского тура.
Первой точкой назначения был австрийский город Инсбрук, затем Моцарты отправились до перевала Бреннер на границе с Италией. Далее они продолжили путь через Больцано и Роверето и достигли Вероны и Мантуи, после чего повернули на запад в сторону Милана. Финансовые планы Леопольда на поездку были в целом такими же, как и для большого тура семьи — расходы на проезд и проживание должен был перекрыть доход с концертных выступлений. Это 560-километровое зимнее путешествие в Милан заняло трудные и неприятные шесть недель с погодой, заставляющей делать продолжительные остановки. Леопольд в своих письмах родным жаловался на неотапливаемые гостиничные номера: „... замерзая как собака, всё, к чему я прикасаюсь — лёд“. Первые доходы от концертов были скромными. По словам Леопольда, расходы составляли около 50 флоринов в неделю. После того, как Леопольд неразумно хвастался прибылью от большого тура, он стал более осторожен в раскрытии финансовых деталей. Он стремился подчеркнуть свои расходы и минимизировать свои доходы, писав, например: „... В целом мы не будем делать многое в Италии ... нужно вообще признавать восхищение и «браво» как оплату“.
Самая длинная остановка длилась две недели, проведённые в Вероне, где пресса похвалила концерт Вольфганга 5 января 1770 года. Отец с сыном посетили выступление Пьетро Алессандро Гульельми, которое Вольфганг пренебрежительно описал в своём письме для Марии Анны. Также местный художник Саверио Далла Роза написал портрет Амадея. Следующая остановка была в Мантуе, где Вольфганг дал концерт в Академии филармоники с концертной программой, предназначенной для проверки его способностей в исполнении «с листа» (без предварительной подготовки), и импровизации. В Мантуе они потерпели оскорбление от принца Мишеля из рода Турн-и-Таксис, который сообщил им через своего слугу, что у него нет желания с ними встречаться. А граф Арко, чья семья являлась членами Зальцбургского двора, наоборот, принял их тепло.

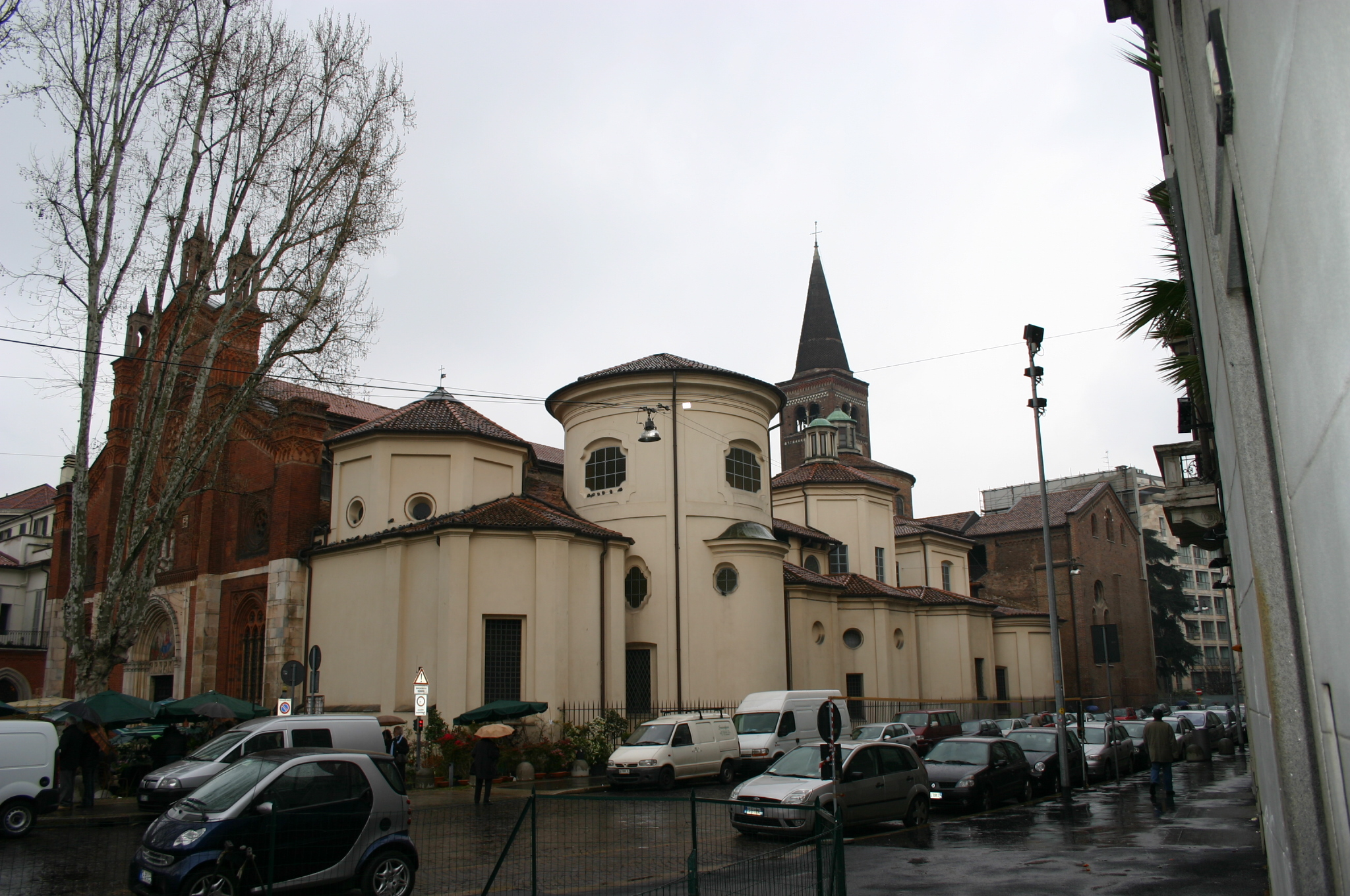
Монастырь Сан-Марко, где Моцарты поселились во время своего первого визита в Милан

23 января Моцарты прибыли в Милан и нашли комфортное жильё в монастыре Сан-Марко, неподалёку от дворца графа Фирмиана. Пока они ждали встречи с графом, они посетили театр оперы имени Никколо Пиччинни. Фирмиан в конце концов гостеприимно встретил Моцартов, представив Вольфгангу полное издание произведений Пьетро Метастазио, ведущего драматического писателя и либреттиста Италии. Фирмиан также организовал серию концертов, на которых присутствовали многие известные деятели города, в том числе Карл Фердинанд, возможный будущий покровитель молодого композитора. Они были приняты настолько тепло, что Фирмиан поручил Вольфгангу написать оперу для открытия следующего зимнего карнавала в Милане. Вольфганг получит гонорар в размере около 500 флоринов и бесплатное жильё во время написания и репетиции. Моцарты покинули Милан 15 марта, направляясь на юг страны, ближе к Флоренции и Риму, пообещав вернуться осенью и взять с собой свежие рекомендательные письма от Фирмиана.
До этого момента в туре Вольфганг, кажется, написал довольно мало композиции. Концерт в Мантуи включал в себя много импровизации, но не так много собственной музыки Вольфганга. Единственными определёнными композициями этого этапа тура являются арии, написанные для последнего концерта Фирмиана, который заключил с ним контракт на написание карнавальной оперы. Это были Se tutti i mali miei, Misero me, и Ah più tremar ....

### Из Милана в Неаполь

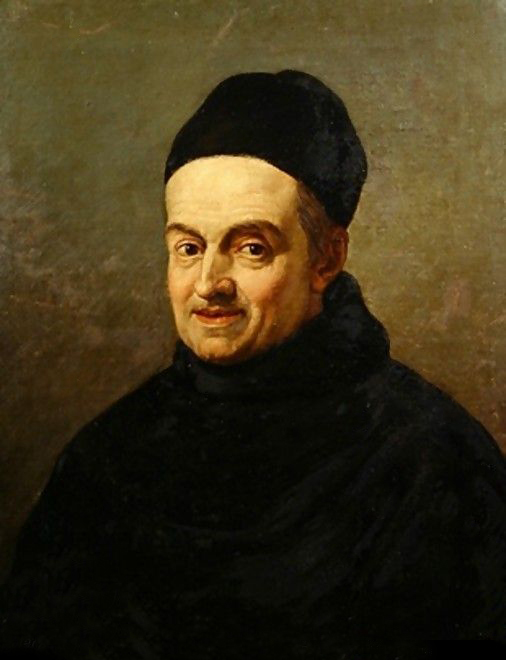
Джованни Баттиста, репетитор Моцарта

Первая остановка по пути на юг была в Лоди, где Вольфганг завершил свой первый струнный квартет. После нескольких дней в Парме Моцарты направились в Болонью, «центр мастеров, художников и ученых», как его описывал Леопольд. Письмо Моцартам от Фирмиана познакомило их с графом Паллавичини-Центуриони, ведущим меценатом, который организовал концерт для местной знати в своём дворце. Среди гостей был Джованни Баттиста, ведущий музыкальный теоретик своего времени. Мартини принял молодого композитора на обучение и практиковал с ним упражнения в фуге. С оглядкой на перспективы Вольфганга во дворах Европы, Леопольд стремился к взаимодействию с великим мастером, но времени было немного, поэтому он организовал возвращение в Болонью летом для длительного обучения. Моцарты отправилась в Болонью 29 марта, взяв письма от графа Паллавичини, которые могли бы расчистить путь в аудиторию с папой Климентом XIV в Риме. Прежде чем они уехали, они познакомились с чешским композитором Йозефом Мысливечеком. Позднее, в 1770 году, Вольфганг использовал оперу Мысливечка в качестве источника мотивов для собственной оперы Митридат, царь Понтийский и различных симфоний. В более широком смысле, это положило начало тесной связи между Мысливечком и семьёй Моцартов, которая продолжалась до 1778 года. Вольфганг неоднократно использовал его работы в качестве образцов композиционного стиля.
На следующий день они прибыли во Флоренцию, где по рекомендации Паллавичини в палаццо Питти познакомились с великим герцогом и будущим императором Леопольдом II. Во Флоренции они встретились со скрипачом Пьетро Нардини, с которым познакомились в начале своего большого турне по Европе. Нардини и Вольфганг провели совместное выступление на вечернем концерте во дворце герцога. Вольфганг также познакомился с Томасом Линли, английским вундеркиндом и учеником Нардини. Эти двое сформировали тесную дружбу, создавая музыку и играя „вместе не как мальчики, а как мужчины“, как заметил Леопольд. Роберт Гутман писал, что „меланхолия Томаса последовала за учителем Моцартов, когда они уехали в Рим 6 апреля“. Мальчики никогда больше не встречались. Линли, после короткой карьеры композитора и скрипача, погиб в лодочной аварии в 1778 году в возрасте 22 лет.

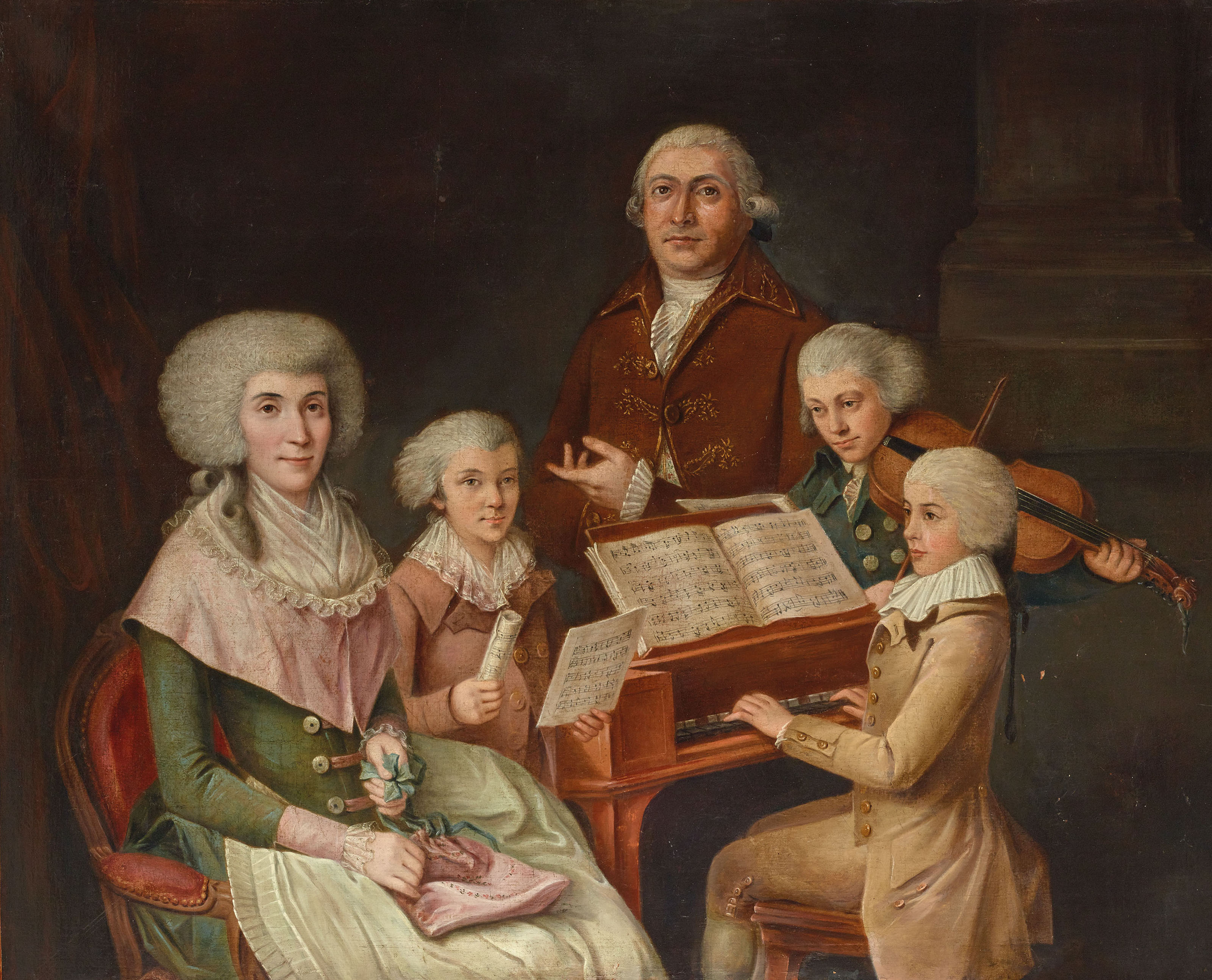
Моцарт (у клавиатуры) и Томас Линли (со скрипкой), во Флоренции, 1770 год

После пяти дней трудного путешествия через ветер и дождь, ночуя в неуютных трактирах, описанных как «отвратительные, грязные и лишенные пищи», они добрались до Рима. Письма Паллавичини вскоре сделали своё дело и дали Моцартам встречу с родственником графа Лазаро Опизио Кардиналом Паллавичино, принцем Сан-Анджело и Карлом Эдуардом Стюартом, известным как Красавчик принц Чарли, претендентом на трон Англии. Моцарты посетили Сикстинскую капеллу, где Вольфганг услышал, а затем записал по памяти знаменитый Miserere, сложное хоровое произведение из девяти частей, которое не было опубликовано. На фоне этой деятельности Вольфганг усердно сочинял новые произведения.
После четырех недель работы Моцарты отправились в Неаполь. Путешественники на маршруте через Понтийские болота часто подвергались преследованиям со стороны разбойников, поэтому Леопольду пришлось организовать конвой из четырёх карет. Они прибыли в Неаполь 14 мая. Вооруженные своими рекомендательными письмами, Моцарты вскоре обратились к премьер-министру Бернардо Тануччи и Уильяму Гамильтону, послу Великобритании, с которым они были знакомы из Лондона. Они дали концерт 28 мая, который принёс около 750 флоринов (Леопольд не раскрыл точную сумму), и присутствовали на концерте Никколо Йоммелли в оперном театре Сан-Карло. Вольфганг был впечатлён и музыкой, и спектаклем, хотя чувствовал, что он „слишком старомоден и серьёзен для театра“. Моцарту предложили написать оперу на следующий сезон в Сан-Карло, но он отказался из-за приверженности к Милану. Когда никаких повесток для выступлений при королевском дворе не было, Леопольд в конце концов решил покинуть Неаполь, посетив перед отъездом вулкан Везувий, города Геркуланум и Помпеи, а также отдохнув в римских банях. 25 июня они отправились в Рим.

### Возвращение из Неаполя

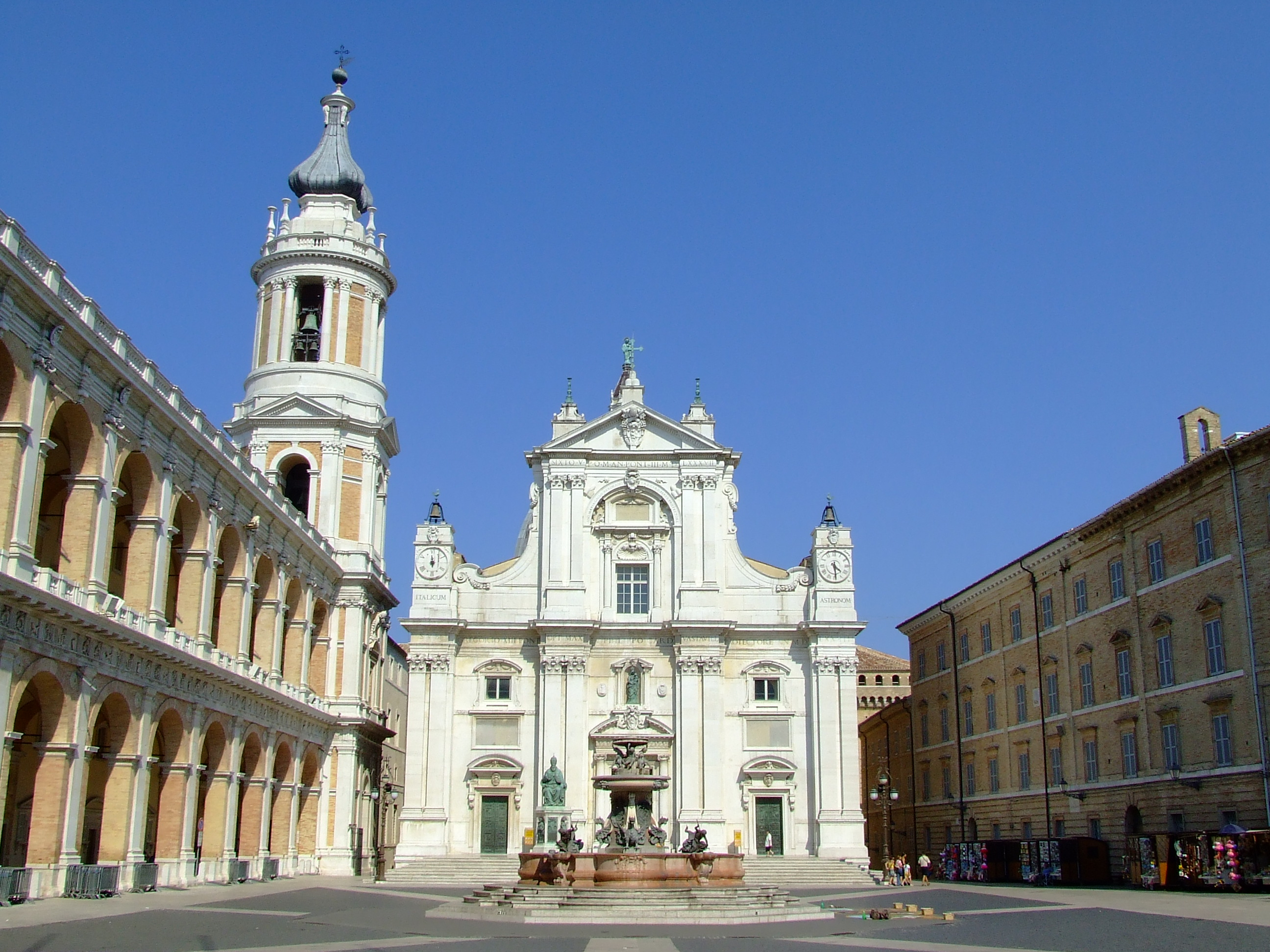
Моцарты посетили Святую хижину в июле 1770 года

Леопольд и Моцарт совершили быструю 27-часовую обратную поездку в Рим. В процессе поездки Леопольд получил травму ноги, которая беспокоила его в течение нескольких месяцев. Вольфганг получил аудиенцию у папы римского и стал кавалером ордена Золотой шпоры. Из Рима они направились к знаменитому паломническому месту — Святой хижине в Лорето, а позже направились по прибрежной дороге в Римини, однако их защищали военные, потому что дорога подвергалась нападениям пиратов-мародёров. После Римини они достигли Болонью 20 июля.

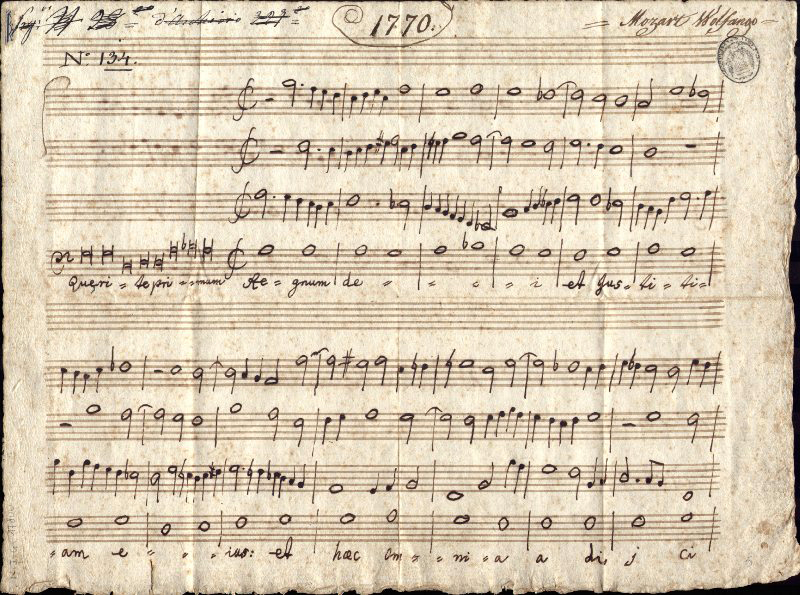
Экзаменационные упражнения Амадея Моцарта

Приоритетом Леопольда было дать отдых повреждённой ноге. Вольфганг в это время сочинил короткий менуэт. Согласно переписке Леопольда, композитор Йозеф Мысливечек был частым гостем в доме Моцартов во время их пребывания в Болонье. Музыковед Даниэль Фриман считает, что подход Моцарта к сочинению арий кардинально изменился в это время, приведя его стиль в более близкое соответствие с Мышливечским.
10 августа Леопольд и Вольфганг поселились в роскошной летней резиденции графа Паллавичини и оставались там в течение семи недель, в то время как нога Леопольда постепенно заживала, и Вольфганг работал над речитативами своего произведения «Митридат». В начале октября, когда Леопольд более или менее поправился, они вернулись в Болонью. 9 октября он прошел экзамен на членство в Болонской Филармонической Академии, предложив в качестве тестового образца антифон «Quaerite primum regnum». По словам Роберта Гутмана, при обычных обстоятельствах «барахтающаяся» попытка Вольфганга в этой незнакомой полифонической форме не получила бы серьёзного рассмотрения, однако его поддерживал Мартини, и предложил исправления, и, вероятно, также заплатил вступительный взнос. Членство Вольфганга было должным образом одобрено, и вскоре Моцарты отправились в Милан.

### Снова Милан
Путешествие из Болоньи в Милан откладывалось из-за штормов и наводнений, но Леопольд и его сын прибыли 18 октября в Милан, за десять недель до первого выступления. Пальцы Вольфганга болели от написания речитативов, и он ни в коем случае он не мог приступать к работе над ариями, пока перед ним не будут присутствовать певцы, сотрудничество с основными исполнителями было обычаем для композиторов того времени. По мере того как певцы собирались, возникали проблемы. Квирино Гаспарини, композитор более ранней версии «Митридата», пытался убедить примадонну Антонию Бернаскони использовать свои настройки для её арий, но потерпел неудачу. Леопольд писал: „Слава Богу, что мы разгромили врага“.

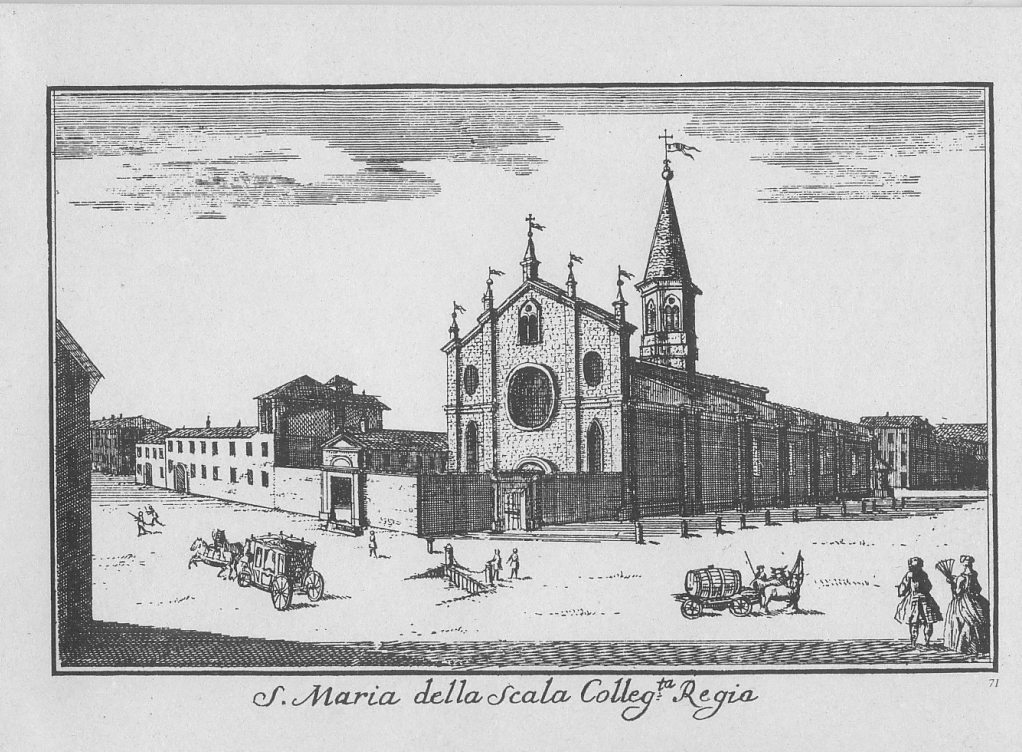
Церковь, снесённая в 1788 году для обеспечения места для оперного театра Ла Скала, после того, как близлежащий театр сгорел

Репетиции начались 6 декабря. Мастерство Вольфганга в итальянском стиле было раскрыто по мере практики, а прогон инструментальной партитуры показал его профессионализм. Леопольд писал в своих письмах домой: „Очень многое из этого начинания, да будет благословен Бог, благополучно закончилось, и, слава Богу, еще раз с честью!“ 26 декабря в Миланском большом оперном театре Вольфганг поставил первое публичное представление. Амадей по этому случаю надел алое пальто, обшитое синей подкладкой, окаймлённое золотом. Повод был триумфальным: зрители требовали на бис и в заключение плакали, крича «Evviva il maestro!» (Да здравствует мастер!). Миланская газета похвалила работу: „Молодой маэстро ди капелла, которому ещё нет пятнадцати лет, изучает красоты природы и представляет их, украшенные редчайшими музыкальными грациями“. Записей о дальнейших выступлениях с «Митридатом», до возрождения «Митридата» в Зальцбурге в 1971 году, нет.
Выполнив свое главное обязательство по первой поездке в Италию, Вольфганг дал концерт во дворце Фирмиана 4 января 1771 года. Через несколько дней пришли новости, что Вольфгангу было предоставлено членство в Филармонической Академии Вероны. 14 января они отправились на две недели в Турин, где познакомились со многими ведущими итальянскими музыкантами: выдающимся скрипачом Гаэтано Пуньяни, его 15-летним учеником Джованни Баттистом Виотти и композитором Джованни Паизиелло, чью опера «Annibale in Torino» в Турине Леопольд объявил великолепной. Они вернулись в Милан на прощальный обед с Фирмианом перед отъездом в Зальцбург 4 февраля.

### Дорога домой
На обратном пути в Зальцбург Леопольд и Вольфганг на некоторое время останавливались в Венеции, к по пути в Брешию, чтобы посмотреть оперу-буффа. Находясь в Венеции, Леопольд использовал свои рекомендательные письма, чтобы встретиться с дворянами и договориться о контракте с Вольфгангом на написание оперы для театра Сан-Бенедетто. Вольфганг провёл несколько концертов и, возможно, играл в зданиях бывших детских домов, которые стали уважаемыми музыкальными академиями. Моцартов щедро приняли, но Леопольд оказался недоволен. „Отец как будто тень задрал.“ — написал в своей статье венский корреспондент.
Покинув Венецию 12 марта, Моцарты отправились в Падую, где во время просмотра местных достопримечательностей дон Джузеппе Сименс заказал у Вольфганга написание оратории для города.